# White Tiger (Kasper Cole)
Kevin "Kasper" Cole es un personaje ficticio que aparece en los cómics estadounidenses publicados por Marvel Comics. El personaje es el tercero en usar el nombre White Tiger. También ha adoptado el apodo de Pantera Negra. El personaje fue creado por Christopher Priest y Dan Fraga e introducido en Black Panther (vol. 3) # 50.

## Historial de publicaciones
Con el número de ventas disminuyendo en el tercer volumen de Black Panther, se tomó la decisión de actualizar la serie. El personaje original, T'Challa T'Chaka, el rey de Wakanda, sería reemplazado por un nuevo personaje que se hace pasar por la Pantera Negra, comenzando con el número 50. Según el escritor Christopher Priest, este sería "un tipo que comienza este concierto, esencialmente, como una estafa, pero que evoluciona con el tiempo para abrazar y apreciar la rica herencia y cultura del Señor de los Wakandas".
En el número 50 de Black Panther, Kevin "Kasper" Cole hace su primera aparición. Es un oficial de la división de narcóticos de la Oficina de Control del Crimen Organizado (OCCB) del Departamento de Policía de Nueva York, que busca ser promovido a detective de homicidios. Vive con su madre Ruth y su novia embarazada Gwen en un apartamento miserable en Harlem. Su padre "Black" Jack es un expolicía que ha sido encarcelado bajo la acusación de corrupción.
El personaje fue presentado por Priest como una 'sátira oscura de Spider-Man', en línea con el trabajo que había hecho en Steel de DC Comics, que funcionaba de manera similar como un 'Superman disfuncional'. El personaje de Kasper Cole y sus amigos y familiares, por lo tanto, toma muchas señales de Peter Parker y su elenco de apoyo, con la madre de Kasper, Ruth, en correlación con la Tía May, su padre Jack con el Tío Ben y su novia Gwen con Gwen Stacy. Priest también se inspiró en la película Día de entrenamiento, así como en la comedia Everybody Loves Raymond.
La primera historia, "Blanco y negro", que se publica en los números 50 a 56, se centra en la investigación de Kasper sobre los lazos entre su jefe Sal Anthony y la banda criminal 66 Bridges. Suspendido de la fuerza policial, adopta el manto de la Pantera Negra, robando el disfraz de su Sargento Tork, un aliado de la Pantera, para que pueda reunir pruebas. Esto lo pone en conflicto con Nigel "Triage" Blacque (quien lidera 66 Bridges) y los Asuntos Internos del departamento de policía.
Durante el curso de la investigación, Kasper también entra en contacto con la Pantera Negra original, así como con el antagonista y medio hermano de la Pantera, el Lobo Blanco (Cazador). Ambos intentan manipularlo a sus necesidades. Christopher Priest ha descrito "Blanco y negro" como "sobre una guerra entre La Pantera Negra (T'Challa) y la" Pantera Blanca "(Cazador) sobre el alma de este joven".
Antes de que concluya el arco de la historia, se revela al lector que 66 Bridges de hecho es liderado por el padre de Kasper como Kibuka (una trama que se ha dejado sin resolver) y que Triage es su medio hermano.. Kasper no logra derrotar a la pandilla, aunque logra exponer a varios policías corruptos. También ha llegado a un acuerdo con su jefe corrupto, que lo ayudará a derribar 66 puentes si Kasper localiza a su hijo secuestrado. Esta búsqueda es clave para el arco final de la historia de Black Panther, "Ascensión" (# 59-62).
Para encontrar al niño, Kasper hace un trato con el némesis de T'Challa, Erik Killmonger, el entonces titular legítimo del manto de la Pantera Negra. Dada una versión sintética de las hierbas que le otorgan a la Pantera Negra sus poderes, Kasper obtiene las habilidades mejoradas necesarias para localizar al niño. El arco y la serie concluyen con Kasper convirtiéndose en un Tigre Blanco, una especie de acólito del culto de la Pantera Negra, aunque permanece en Harlem.
Antes de que finalizara el arco final de Black Panther, Kasper Cole ya fue designado como uno de los personajes principales en The Crew (2003-2004, 7 números). Hace su primera aparición regular en el número 1 y como el nuevo White Tiger en el número 2. Su personaje proporciona narración (la única que lo hace) para el segundo, cuarto, (parte del) sexto y séptimo (el último) número. En la serie, Kasper se une a James Rhodes (Máquina de Guerra) Danny Vincente (Junta) y Josiah X para enfrentarse a Triage y los 66 Bridges Gang. Si bien la relación de Kasper con los otros personajes está llena de conflictos, no obstante logran derrotar a Triage.
Después de la conclusión de The Crew, se le hace referencia en la Guerra Civil: Informe de daños de batalla de un solo disparo. Durante Civil War II, Kasper aparece en el funeral de James Rhodes después de que Thanos lo mata.
Más tarde, se muestra a Kasper retirado del mundo de los superhéroes, ahora centrándose en su carrera policial después de haber sido expulsado de su apartamento por Gwen. T'Challa lo convence de ponerse el traje de Tigre Blanco por última vez para detener a Cardiaco y Vanisher, el último de los cuales ha estado contrabandeando vibranium robado de Wakanda. Más tarde, T'Challa presenta un nuevo disfraz para Kasper y dice que quiere entrenarlo adecuadamente para volver a ser un héroe, no como White Tiger o Pantera Negra, sino con una nueva identidad.

## Apariencia
Kevin "Kasper" Cole es representado como birracial, hijo de un hombre africano y una mujer judía. Como resultado del fuerte contraste entre su piel clara y la piel oscura de su padre, ha sido apodado Kasper, en honor a Casper the Friendly Ghost. Aspectos de su herencia y el color de su piel se mencionan con frecuencia en Pantera Negra y La Tripulación.
Inicialmente, Kasper Cole debía seguir el modelo del actor Vin Diesel, una idea sugerida por el artista Oscar Jimenez. Las barreras idiomáticas y culturales, como lo describe Priest, impidieron que esta sugerencia se tradujera adecuadamente a Jorge Lucas, quien terminó siendo el dibujante del título de Black Panther title.

## Poderes y habilidades
Kasper Cole inicialmente carecía de poder, usaba solo el atuendo de la Pantera Negra para protegerse y llevaba un par de pistolas de 9 × 19 mm (luego cargadas con balas de gel no letales). Más tarde, después de ingerir una versión sintética de las hierbas que le dan a la Pantera Negra original sus poderes, posee la máxima fuerza física humana, velocidad, reflejos y reacciones, agilidad y durabilidad, visión sobrehumana y visión nocturna.
El traje que usa Kasper como la Pantera Negra y más tarde como White Tiger es un traje de cuerpo de microaviones de vibranium capaz de disipar el daño por choque cinético e hidrostático de balas u objetos similares a balas, esencialmente haciéndolo a prueba de balas. También tiene botas especiales con suela de vibranio para escalar superficies verticales. Las propiedades antimetálicas del vibranio antártico en sus garras y botas romperán cualquier metal conocido, incluido el adamantium. Kasper también lleva dagas de lanzamiento basadas en energía capaces de paralizar o etiquetar a sus enemigos. Puede rastrear a los etiquetados a través de una computadora de bolsillo avanzada (que también tiene muchas otras capacidades), una tarjeta Kimiyo.